# Ресничести
Ресничестите (Ciliophora) са най-сложно устроените едноклетъчни организми. По-голямата част от тях са свободно живеещи морски, сладководни и почвени обитатели. Има и паразитни видове. Някои ресничести са колониални видове. Формата на тялото е разнообразна – удължена, овална, камбанковидна. Ресничестите са същинскоядрени едноклетъчни организми, които нямат постоянна форма на тялото си и се движат с реснички.

## Характерни белези
Ресничестите имат следните характерни белези:
- Имат двигателни органели – реснички.
- Тялото е покрито с плътна клетъчна мембрана, която му придава почти постоянна форма.
- Хранят се с клетъчна уста

## Основни жизнени процеси
Ресничестите едноклетъчни организми се хранят несамостоятелно. В предната част на клетката, на точно определено място, наречено клетъчна уста, мембраната лесно се сгъва навътре и образува свивателна вакуола. Ресничките служат за улавяне на храната. Частиците, които не са усвоени, се изхвърлят във външната среда също от точно определено място, наречено клетъчен анус.
Опашатото чехълче също като обикновената амеба и зелената еуглена има кислородно дишане. Като тях то поема разтворения във водата кислород и отделя в нея непотребния въглероден диоксид.
Опашатото чехълче отделя непотребните вещества както зелената еуглена – през цялата си повърхност. Излишната вода се изхвърля с две свивателни вакуоли, разположени в двата противоположни края на клетката. Те са по-сложно устроени отколкото при амебата и еуглената. Съставени са от централно мехурче и свързани с него каналчета.
Чехълчето се размножава безполово, чрез делене. Първо се разделя на две ядра, а после и клетката в равнина, перпендикулярна на оста
ѝ. Всяко от неговите чехълчета има едно малко и едно голямо ядро. Клетъчната уста и клетъчният анус остават в едно от новите чехълчета, а другото ги образува наново. При благоприятни условия деленето се извършва 1 – 2 пъти в денонощието. Когато наближи зимният сезон, преди да се размножи, чехълчето разменя част от наследственото си вещество – ДНК с друго опашато чехълче.
При неблагоприятни условия Ресничестите образуват цисти.

## Разпространение
Ресничестите се срещат почти навсякъде. Обитават и сладки, и солени води.

## Значение
Намират се в голяма близост с рибите и могат да ги заразят в рибните басейни. Вследствие на това ще имат възможност да заразят и хората.

## Някои представители
- Вид Опашато чехълче (P. caudatum) – името му идва от формата му на чехъл. То се движи с петата напред и може да измине за 1сек. от 15 до 18 пъти своя размер. Има 2 ядра – голямо и малко.
- Вид Балантидиум коли (B. coli) – това е несамостойно хранещ се паразит. Живее в чревните кухини на човека. Хората могат да се заразят с него от замърсени ръце или храна. При попадане на бактерията в организма човек се заразява с малката форма. Храни се със стомашно чревни бактерии. След определено време тя преминава в голямата си форма, причиняваща диария, повръщане или стомашно-чревни спазми.
- Род Вортицела (Vorticella) – прикрепен вид.